# Eumolpianus eumolpi
Eumolpianus eumolpi är en loppart som först beskrevs av Rothschild 1905.  Eumolpianus eumolpi ingår i släktet Eumolpianus och familjen fågelloppor.

## Underarter
Arten delas in i följande underarter:
- E. e. eumolpi
- E. e. americanus